# Тоннель (Новокузнецький район)
Тонне́ль (рос. Тоннель) — селище у складі Новокузнецького району Кемеровської області, Росія. Входить до складу Терсинського сільського поселення.

## Населення
Населення — 7 осіб (2010; 12 у 2002).
Національний склад (станом на 2002 рік):
- росіяни — 100 %